# Les femmes
Les femmes è un film del 1969 diretto da Jean Aurel.

## Trama
Il protagonista interpretato da Ronet è uno scrittore di successo che decide assieme all'editore di assumere una dattilografa per la stesura del nuovo libro, interpretata dalla Bardot. I due mettendosi in viaggio da Parigi a Roma, ripercorrono mentalmente le avventure sentimentali dello scrittore. Alla fine i due si innamorano, ma si lasceranno ugualmente, come avvenuto con le diverse precedenti donne del protagonista.

## Censura
Les Femmes, che uscì nei cinema italiani nel 1969, fu classificato dalla Commissione di Revisione Cinematografica del Ministero per i beni e le attività culturali come vietato ai minori di diciotto anni. Il film, infatti, nonostante i tagli apportati, venne considerato intriso di spiccato erotismo tale da turbare sensibilmente la particolare sensibilità dell'età evolutiva dei minori.
Il 20 gennaio 1970 la società Ascot Cineraid impose dei tagli:
1. vennero eliminati tre nudi lascivi di Marianne riversa sul letto;
2. venne ridotta la sequenza dell'amplesso tra Jerome e Marianne nuda;
3. venne ridotta notevolmente la sequenza dell'amplesso finale tra Jerome e Clara, in modo da evitare le scene in cui questa appare nuda e l'insistenza delle carezze lascive.

Il 23 giugno 1970 la Commissione d'Appello formata dalla riunione delle sezioni VII e VIII, visionato il film e sentito il rappresentante della ditta interessata, confermò il parere già espresso dalla commissione di primo grado. Il numero del documento ufficiale è 55377, firmato dal Ministro Franco Evangelisti.